# Seisla
Seisla település Németországban, azon belül Türingiában. Lakosainak száma 123 fő (2023. december 31.). Seisla Ranis és Schmorda községekkel határos.

## Népesség
A település népességének változása:
| Lakosok száma | 144  | 140  | 136  | 128  | 123  |
|               | 2017 | 2019 | 2021 | 2022 | 2023 |